# Tamm (cràter)
Tamm és un cràter d'impacte poc profund de la Lluna. Es troba a l'oest-nord-oest del cràter molt més gran i més prominent Chaplygin. Unit a la vora exterior sud-sud-oest de Tamm es troba el cràter van den Bos, més petit. Tamm presenta un buit en la vora sud, on s'uneixen aquests dos cràters.

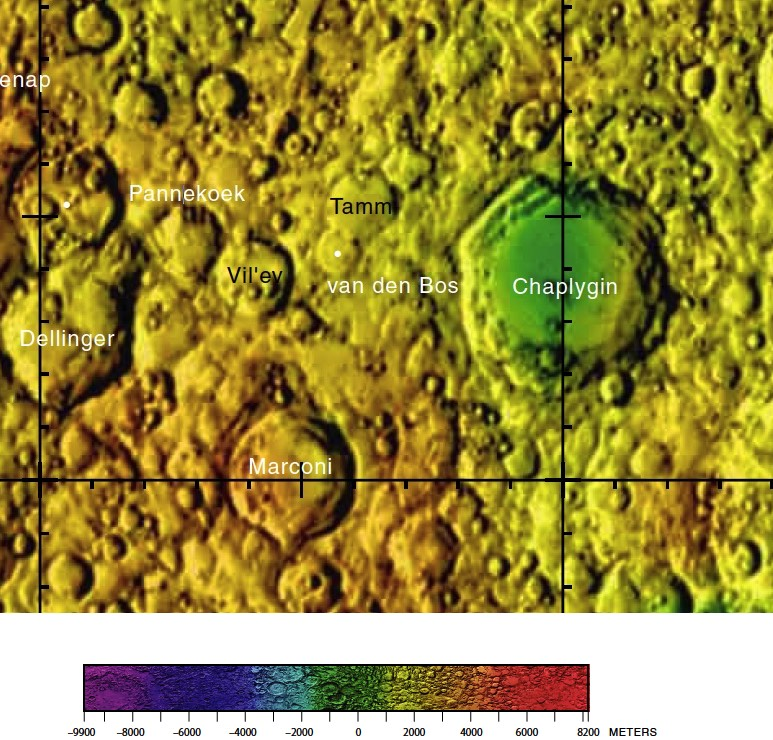
Localització de Tamm (centre de la meitat superior de la imatge)
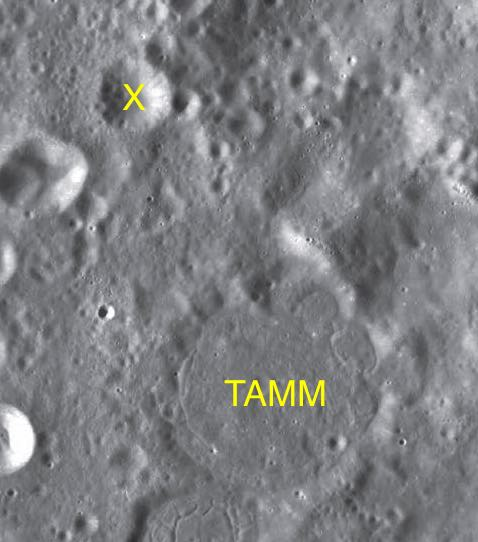
Cràter satèl·lit

La vora de Tamm està desgastada i erosionada, especialment en el seu costat nord. La vora ha quedat reduïda a un anell circular i desigual de crestes. El sòl interior és anivellat i està marcat tan sols per petits cràters i algunes esquerdes a les vores. El sòl s'ha fusionat amb l'interior del cràter van den Bos al sud.

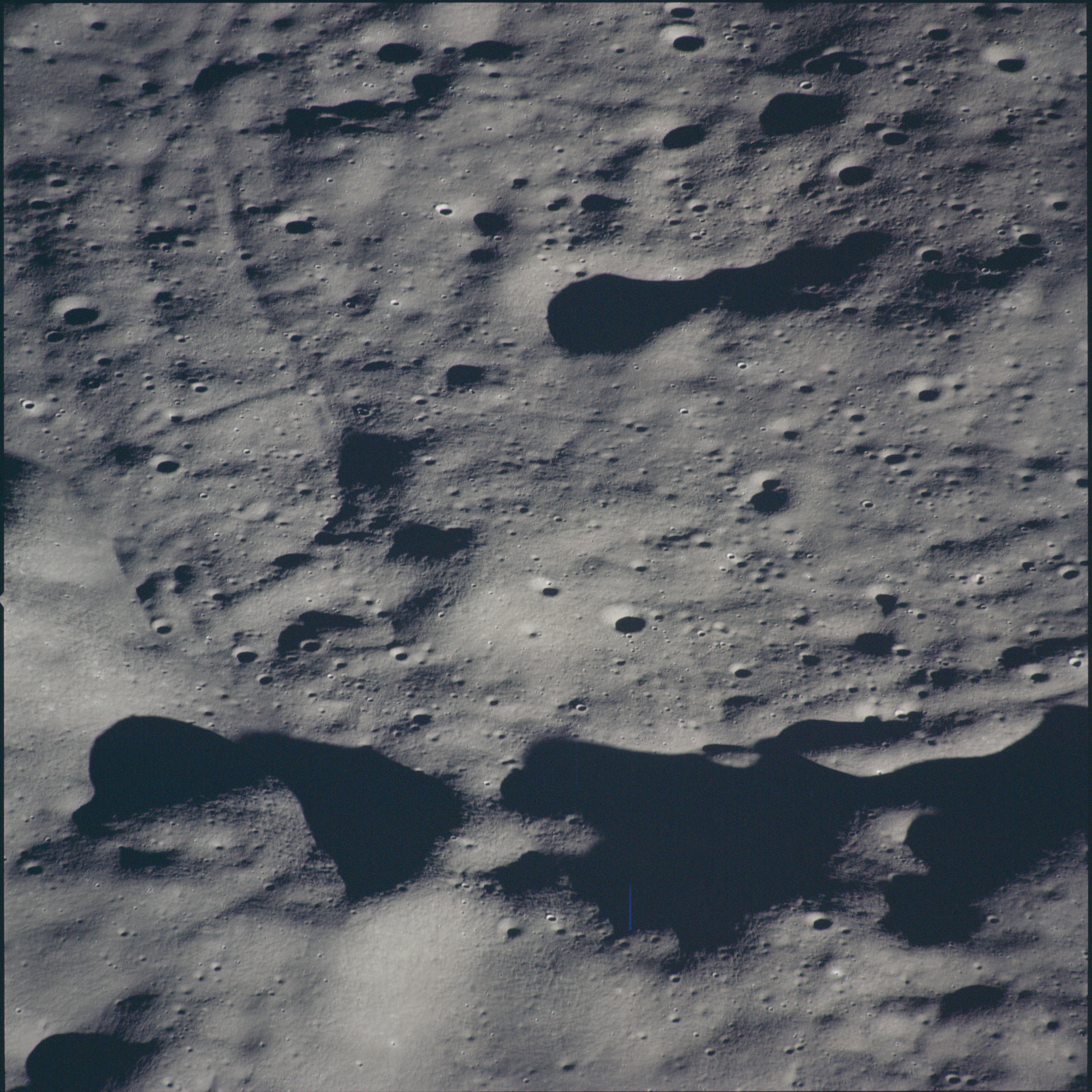
Fotografia de la missió Apollo 14
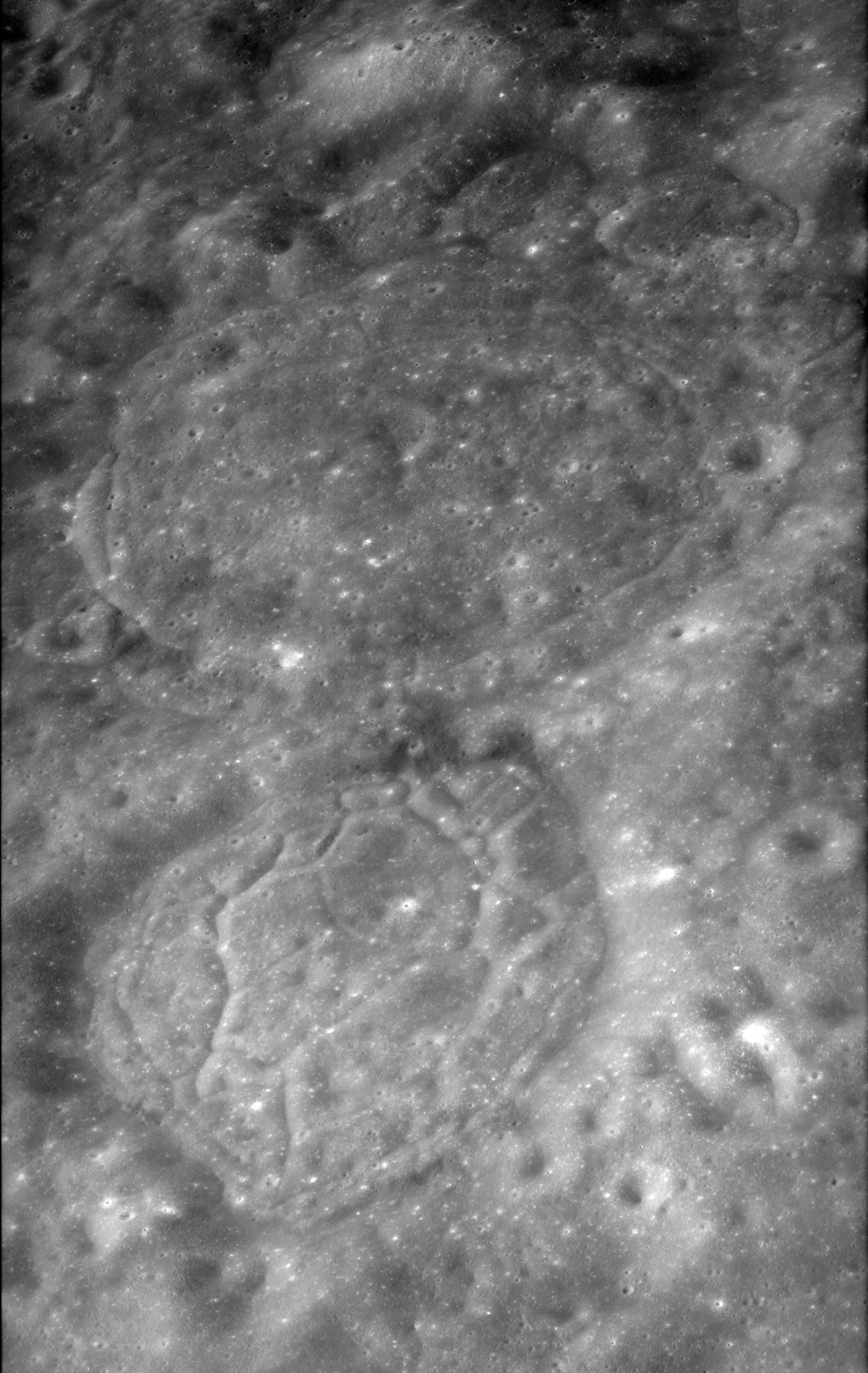
Panoràmica obliqua des de l'Apol·lo 17, amb Tamm per sobre de centre i van den Bos per sota
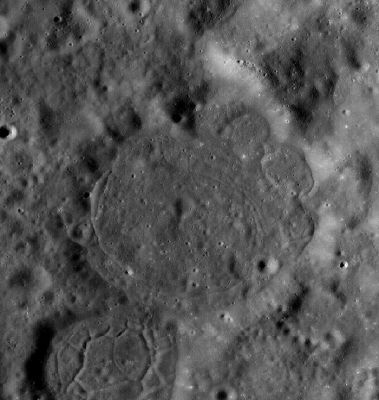
Fotografia de la missió LRO

S'ha plantejat la hipòtesi que el material fissurat i d'aspecte viscós dins de Tamm i de van den Bos és part de la massa fosa d'impacte procedent de la formació del cràter Mendeleev, situat a 225 km al nord-oest

## Cràters satèl·lit
Per convenció aquests elements són identificats en els mapes lunars posant la lletra en el costat del punt central del cràter que està més proper a Tamm.
| Tamm | Coordenades                          | Diàmetre |
| ---- | ------------------------------------ | -------- |
| X    | 2° 42′ S, 145° 30′ E / 2.7°S,145.5°E | 13 km    |